# Oblast Winnyzja
Die Oblast Winnyzja (ukrainisch Вінницька область Vinnyc'ka oblast') ist eine Verwaltungseinheit der Ukraine im Westen des Landes. Sie hat 1.529.123 Einwohner (Anfang 2021; de facto).

## Geographie
Im Südwesten grenzt die Oblast an die Republik Moldau mit einer Grenzlänge von 202 km; über weite Teile stellt der Fluss Dnister den Grenzverlauf dar. Im Westen grenzt die Oblast Winnyzja an die Oblaste Tscherniwzi und Chmelnyzkyj, im Norden an die Oblast Schytomyr, im Osten an die Oblaste Kiew, Tscherkassy und Kirowohrad und im Südosten an die Oblast Odessa.
Wichtigster Fluss ist der Südliche Bug, der die Oblast in West-Ost-Richtung durchfließt. Die berufstätige Bevölkerung umfasst 65,4 % der Gesamtbevölkerung.
Das Kfz-Kennzeichen der Oblast ist: AB.

## Geschichte
Die Oblast entstand durch eine Gebietsreform am 27. Februar 1932 (nach Beschluss vom 9. Februar 1932), als die Oblaste Dnipropetrowsk, Charkiw, Kiew, Odessa und Winnyzja gebildet wurden.
Am 22. September 1937 wurden 33 Rajone der Oblast an die neugeschaffene Oblast Kamjanez-Podilskyj abgetreten, gleichzeitig wurde die Oblast um vier Rajone aus dem Gebiet der Oblast Kiew ergänzt:
- Rajon Pohrebyschtsche
- Rajon Plyskiw
- Rajon Oratiw
- Rajon Monastyryschtsche (1954 an die Oblast Tscherkassy)

## Größte Städte
Hauptstadt der Oblast Winnyzja ist die am Südlichen Bug gelegene gleichnamige Stadt Winnyzja.
| Stadt                                                                                  | Ukrainischer Name   | Russischer Name    | Einwohner 1. Januar 2021 |
| -------------------------------------------------------------------------------------- | ------------------- | ------------------ | ------------------------ |
| Winnyzja                                                                               | Вінниця             | Винница            | 370.601                  |
| Schmerynka                                                                             | Жмеринка            | Жмеринка           | 034.097                  |
| Mohyliw-Podilskyj                                                                      | Могилів-Подільський | Могилёв-Подольский | 030.186                  |
| Chmilnyk                                                                               | Хмільник            | Хмельник           | 027.158                  |
| Hajssyn                                                                                | Гайсин              | Гайсин             | 025.883                  |
| Kosjatyn                                                                               | Козятин             | Казатин            | 022.634                  |
| Ladyschyn                                                                              | Ладижин             | Ладыжин            | 022.593                  |
| Kalyniwka                                                                              | Калинівка           | Калиновка          | 018.695                  |
| Bar                                                                                    | Бар                 | Бар                | 015.563                  |
| Tultschyn                                                                              | Тульчин             | Тульчин            | 014.668                  |
| Berschad                                                                               | Бершадь             | Бершадь            | 012.466                  |
| Hniwan                                                                                 | Гнівань             | Гнивань            | 012.314                  |
| Nemyriw                                                                                | Немирів             | Немиров            | 011.563                  |
| Illinzi                                                                                | Іллінці             | Ильинцы            | 011.185                  |
| Jampil                                                                                 | Ямпіль              | Ямполь             | 010.787                  |
| Pohrebyschtsche                                                                        | Погребище           | Погребище          | 009.382                  |
| Stryschawka                                                                            | Стрижавка           | Стрижавка          | 009.165                  |
| Quellen: Ukrainisches Amt für Statistik, S. 11, 12. und Sekundärquelle City Population |                     |                    |                          |

## Administrative Unterteilung
Die Oblast Winnyzja ist verwaltungstechnisch in 6 Rajone unterteilt; bis zur großen Rajonsreform am 18. Juli 2020 war sie in 27 Rajone sowie 6 direkt der Oblastverwaltung unterstehende (rajonfreie) Städte unterteilt. Dies waren die Städte Chmilnyk, Kosjatyn, Ladyschyn, Mohyliw-Podilskyj, Schmerynka sowie das namensgebende Verwaltungszentrum der Oblast, die Stadt Winnyzja.

### Rajone der Oblast Winnyzja mit deren Verwaltungszentren
| Rajone der Oblast Winnyzja | Rajone der Oblast Winnyzja                        | Rajone der Oblast Winnyzja | Rajone der Oblast Winnyzja                                        |
| Deutsche Bezeichnung       | Ukrainische Bezeichnung                           | Verwaltungszentrum         | Weitere frühere (bis 2020) Rajonzentren und rajonfreie Städte     |
| -------------------------- | ------------------------------------------------- | -------------------------- | ----------------------------------------------------------------- |
| Rajon Chmilnyk             | Хмільницький район Chmilnyzkyj rajon              | Chmilnyk (Stadt)           | Kalyniwka, Kosjatyn                                               |
| Rajon Hajssyn              | Гайсинський район Hajssynskyj rajon               | Hajssyn (Stadt)            | Berschad, Ladyschyn, Teplyk, Trostjanez, Tschetschelnyk           |
| Rajon Mohyliw-Podilskyj    | Могилів-Подільський район Mohyliw-Podilskyj rajon | Mohyliw-Podilskyj (Stadt)  | Jampil, Murowani Kuryliwzi, Tscherniwzi                           |
| Rajon Schmerynka           | Жмеринський район Schmerynskyj rajon              | Schmerynka (Stadt)         | Bar, Scharhorod                                                   |
| Rajon Tultschyn            | Тульчинський район Tultschynskyj rajon            | Tultschyn (Stadt)          | Kryschopil, Pischtschanka, Tomaschpil                             |
| Rajon Winnyzja             | Вінницький район Winnyzkyj rajon                  | Winnyzja (Stadt)           | Illinzi, Lityn, Lypowez, Nemyriw, Oratiw, Pohrebyschtsche, Tywriw |

Bis 2020 gab es folgende Rajonsaufteilung:

Karte der Rajone und rajonfreien Städte der Oblast (bis 2020)

| Rajone der Oblast Winnyzja bis 2020 | Rajone der Oblast Winnyzja bis 2020                    | Rajone der Oblast Winnyzja bis 2020            | Rajone der Oblast Winnyzja bis 2020 |
| Deutsche Bezeichnung                | Ukrainische Bezeichnung                                | Verwaltungszentrum                             | 2020 (überwiegend) aufgegangen in   |
| ----------------------------------- | ------------------------------------------------------ | ---------------------------------------------- | ----------------------------------- |
| Rajon Bar                           | Барський район Barskyj rajon                           | Bar (Siedlung städtischen Typs)                | Rajon Schmerynka                    |
| Rajon Berschad                      | Бершадський район Berschadskyj rajon                   | Berschad (Stadt)                               | Rajon Hajssyn                       |
| Rajon Chmilnyk                      | Хмільницький район Chmilnyzkyj rajon                   | Chmilnyk (Stadt)                               | Rajon Chmilnyk                      |
| Rajon Hajssyn                       | Гайсинський район Hajssynskyj rajon                    | Hajssyn (Stadt)                                | Rajon Hajssyn                       |
| Rajon Illinzi                       | Іллінецький район Illinezkyj rajon                     | Illinzi (Stadt)                                | Rajon Winnyzja                      |
| Rajon Jampil                        | Ямпільський район Jampilskyj rajon                     | Jampil (Stadt)                                 | Rajon Mohyliw-Podilskyj             |
| Rajon Kalyniwka                     | Калинівський район Kalyniwskyj rajon                   | Kalyniwka (Stadt)                              | Rajon Chmilnyk                      |
| Rajon Kosjatyn                      | Козятинський район Kosjatynskyj rajon                  | Kosjatyn (Stadt)                               | Rajon Chmilnyk                      |
| Rajon Kryschopil                    | Крижопільський район Kryschopilskyj rajon              | Kryschopil (Siedlung städtischen Typs)         | Rajon Tultschyn                     |
| Rajon Lityn                         | Літинський район Litynskyj rajon                       | Lityn (Siedlung städtischen Typs)              | Rajon Winnyzja                      |
| Rajon Lypowez                       | Липовецький район Lypowezkyj rajon                     | Lypowez (Stadt)                                | Rajon Winnyzja                      |
| Rajon Mohyliw-Podilskyj             | Могилів-Подільський район Mohyliw-Podilskyj rajon      | Mohyliw-Podilskyj (Stadt)                      | Rajon Mohyliw-Podilskyj             |
| Rajon Murowani Kuryliwzi            | Мурованокуриловецький район Murowanokurylowezkyj rajon | Murowani Kuryliwzi (Siedlung städtischen Typs) | Rajon Mohyliw-Podilskyj             |
| Rajon Nemyriw                       | Немирівський район Nemyriwskyj rajon                   | Nemyriw (Stadt)                                | Rajon Winnyzja                      |
| Rajon Oratiw                        | Оратівський район Oratiwskyj rajon                     | Oratiw (Siedlung städtischen Typs)             | Rajon Winnyzja                      |
| Rajon Pischtschanka                 | Піщанський район Pischtschanskyj rajon                 | Pischtschanka (Siedlung städtischen Typs)      | Rajon Tultschyn                     |
| Rajon Pohrebyschtsche               | Погребищенський район Pohrebyschtschenskyj rajon       | Pohrebyschtsche (Siedlung städtischen Typs)    | Rajon Winnyzja                      |
| Rajon Scharhorod                    | Шаргородський район Scharhorodskyj rajon               | Scharhorod (Stadt)                             | Rajon Schmerynka                    |
| Rajon Schmerynka                    | Жмеринський район Schmerynskyj rajon                   | Schmerynka (Stadt)                             | Rajon Schmerynka                    |
| Rajon Teplyk                        | Теплицький район Teplyzkyj rajon                       | Teplyk (Siedlung städtischen Typs)             | Rajon Hajssyn                       |
| Rajon Tomaschpil                    | Томашпільський район Tomaschpilskyj rajon              | Tomaschpil (Siedlung städtischen Typs)         | Rajon Tultschyn                     |
| Rajon Trostjanez                    | Тростянецький район Trostjanezkyj rajon                | Trostjanez (Siedlung städtischen Typs)         | Rajon Hajssyn                       |
| Rajon Tscherniwzi                   | Чернівецький район Tscherniwezkyj rajon                | Tscherniwzi (Siedlung städtischen Typs)        | Rajon Mohyliw-Podilskyj             |
| Rajon Tschetschelnyk                | Чечельницький район Tschetschelnyzkyj rajon            | Tschetschelnyk (Siedlung städtischen Typs)     | Rajon Hajssyn                       |
| Rajon Tultschyn                     | Тульчинський район Tultschynskyj rajon                 | Tultschyn (Stadt)                              | Rajon Tultschyn                     |
| Rajon Tywriw                        | Тиврівський район Tywriwskyj rajon                     | Tywriw (Siedlung städtischen Typs)             | Rajon Winnyzja                      |
| Rajon Winnyzja                      | Вінницький район Winnyzkyj rajon                       | Winnyzja (Stadt)                               | Rajon Winnyzja                      |

## Demographie
Das 1932 gegründete Gebiet entstand in seinem heutigen Umfang erst nach dem Zweiten Weltkrieg im Jahr 1954. Im damaligen Umfang (vor Abtretung des Rajons Monastyryschtsche an die Oblast Tscherkassy) ergab die Volkszählung 1939 eine Einwohnerzahl von 2.344.736 Personen. Seit Jahrzehnten sinkt die Einwohnerzahl ständig. Seit der Jahrtausendwende verlor der Oblast rund 282.000 Bewohner oder 15,56 % der Bevölkerung.
rot: Volkszählungen in der Sowjetunion (bis 1989) und der Ukraine (2001); grün: Schätzungen des Ukrainischen Statistisches Amtes, jeweils 1. Januar
| Nationalität | Einwohner | 1989 (%) | 2001 (%) | Veränderung (%) |
| ------------ | --------- | -------- | -------- | --------------- |
| Ukrainer     | 1.674.100 | 91,5     | 94,9     | 0−4,8 %         |
| Russen       | 0.067.500 | 05,9     | 03,8     | −40,0 %         |
| Polen        | 0.003.700 | 00,4     | 00,2     | −54,9 %         |
| Weißrussen   | 0.003.100 | 00,3     | 00,2     | −38,9 %         |
| Juden        | 0.003.000 | 01,4     | 00,2     | −88,3 %         |
| Moldauer     | 0.002.900 | 00,2     | 00,2     | −12,8 %         |

| Muttersprache | 1989 (%) | 2001 (%) |
| ------------- | -------- | -------- |
| Ukrainisch    | 90,7     | 94,8     |
| Russisch      | 08,6     | 04,7     |